# Lac Rabicha
Le lac Rabisha (Bulgare : Рабишко езеро, Rabishko ezero) est le plus grand lac naturel d'eau douce de Bulgarie. Il est situé au Nord-Ouest de la Bulgarie, entre les villages de Rabisha et de Tolovitsa, dans la municipalité de Bélogradtchik, dans l'oblast de Vidin.
Le lac est près de la Grotte de Magoura, l'une des plus grandes grottes de Bulgarie.